# Scopula tenuispersata
Scopula tenuispersata är en fjärilsart som beskrevs av Fuchs 1902. Scopula tenuispersata ingår i släktet Scopula och familjen mätare. Inga underarter finns listade.